# Weinbaustube Kleingartach

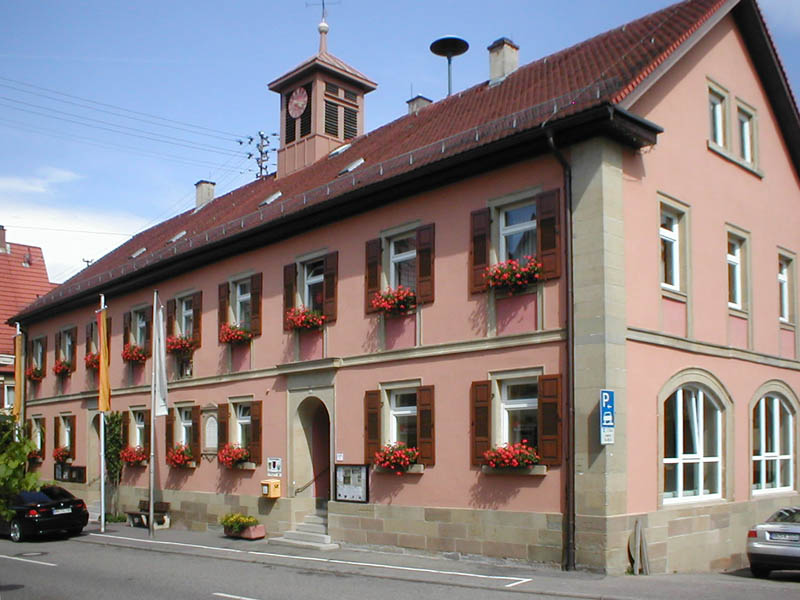
Ehemaliges Rathaus in Kleingartach

Die Weinbaustube Kleingartach in Kleingartach, einem Stadtteil von Eppingen im Landkreis Heilbronn (Baden-Württemberg), ist ein seit 2007 eingerichtetes kleines Museum zur Geschichte des Weinbaus im Ort.
Die Weinbaustube Kleingartach ist eine Außenstelle des Stadt- und Fachwerkmuseums Alte Universität in Eppingen und befindet sich im ehemaligen Rathaus von Kleingartach.
Zahlreiche Exponate und Dokumente veranschaulichen die Geschichte des Weinbaus der einst kleinsten Stadt von Württemberg. Die Werkzeuge und Geräte des Winzers, wie Rebmesser und Butten, werden gezeigt und die Entwicklung des Weinbaus erläutert. Ebenso wird die Geschichte der Vorfahren des Dichters Ludwig Uhland erzählt.
In den Räumen finden auch Lesungen, Vorträge, Weinproben und Empfänge statt.